# انسی الحاج
انسی الحاج (به عربی: أنسی الحاج؛ ۲۷ ژوئیه ۱۹۳۷–۱۸ فوریه ۲۰۱۴) یک شاعر، روزنامه‌نگار و مترجم اهل لبنان بود. او پسر روزنامه‌نگار و مترجم لوئیس الحاج و ماری اکی از کاتولی جزین (در جنوب لبنان) بود.
در ۲۷ ژوئیه ۲۰۱۶ موتور جستجوی گوگل به مناسبت ۷۹مین سالروز تولد انسی الحاج و به افتخار او گوگل دودل صفحه اصلی خود را در کشورهای عربی و شمال آفریقا تغییر داد.